# DJ Hero
DJ Hero er et musikspil udviklet af FreeStyleGames hvor spilleren påtager sig rollen som en DJ. Spillet ligner Guitar Hero, men i stedet for en guitar bruger du et DJ-pad spilcontroller. Der er en speciel udgave af spillet, der indeholder flere sange med kunstnere som Eminem og Jay-Z. Der er i alt 102 numre i hele spillet, og du kan spille på fem forskellige sværhedsgrader Beginner, Easy, Medium, Hard samt Expert.